# Agrardiesel
Als Agrardiesel bezeichnet man Dieselkraftstoff, der in der Land- und Forstwirtschaft verbraucht wird.

## Deutschland
Betriebe der Land- und Forstwirtschaft erhalten nach dem Energiesteuergesetz auf Antrag für den nachgewiesenen Verbrauch von Dieselkraftstoff eine anteilige Rückvergütung der Energiesteuer (Steuererleichterung) von dem zuständigen Hauptzollamt. Die Verwendung von Biodiesel und Pflanzenöl in der Land- und Forstwirtschaft ist steuerfrei. Die Steuerrückerstattung beim Einsatz dieser Kraftstoffe erfolgt wie beim Agrardiesel, wobei aber kein Selbstbehalt sowie keine Deckelung vorgesehen ist. Der Selbstbehalt und die Deckelung wurden allerdings auch seit 2008 bei Dieselkraftstoffen ausgesetzt.

### Beihilferegelung
Nach § 57 Abs. 1 des Energiesteuergesetzes wird für zuvor versteuertes Gasöl, das zum Betrieb landwirtschaftlicher Fahrzeuge und Arbeitsmaschinen zur Verrichtung von Arbeiten zur Gewinnung pflanzlicher und tierischer Erzeugnisse durch Bodenbewirtschaftung und durch mit Bodenbewirtschaftung verbundener Tierhaltung verwendet wird, eine Steuerentlastung auf Antrag gewährt. Die Steuerentlastung wird durch eine jährliche Erstattung bereits entrichteter Steuern erreicht. Die Erstattung erfolgt auf Antrag für die vergütungsfähigen Mengen Gasöl, die die Beihilfeempfänger während des vergangenen Steuerjahres für Produktionszwecke verbraucht haben.
Die Steuerentlastung beträgt 214,80 € je 1000 Liter Gasöl. Damit beträgt der tatsächliche Steuersatz 255,60 € je 1000 Liter. Die Erstattung wird nur für den über einen Betrag von 350 EUR (Selbstbehalt) hinausgehenden Verbrauch gewährt.
Die Obergrenze der Vergütungsmenge von 10.000 Litern Dieselkraftstoff setzte die EU-Kommission nach Anträgen Deutschlands vom 1. Januar 2008 bis 31. Dezember 2016 für die deutschen Landwirte aus.
Dadurch verzichtete der Staat auf rund 400 Mio. € Steuern.
Am 13. Dezember 2023 teilte die deutsche Bundesregierung mit, dass
- einerseits die Steuerrückerstattung für Agrardiesel aufgrund des hohen Finanzhaushalts-Defizits eingestellt wird,
- andererseits auch die CO2-Steuer für fossile Energieträger erhöht werde (45 Euro/t CO2, 5 Euro mehr als zuvor geplant).

Im Wirtschaftsjahr 2020/2021 wurden je landwirtschaftlichen Betrieb durchschnittlich 2892 Euro Agrardieselvergütung ausgezahlt.

### Geschichte
Mit dem von der rot-grünen Regierung verabschiedeten Agrardieselgesetz wurde am 1. Januar 2001 die frühere Gasölverbilligung nach dem Landwirtschafts-Gasölverwendungsgesetz vom 22. Dezember 1967 abgelöst. Das Gesetz wurde damit begründet, dass „der notwendige Anpassungsprozess an die stärkere Markt- und Wettbewerbsorientierung der EU-Agrarpolitik [...] erleichtert werden“ solle. Durch die zwischen den EU-Mitgliedstaaten unterschiedlichen Steuersätze für in der Land- und Forstwirtschaft verwendeten Dieselkraftstoff bestünden erhebliche Wettbewerbsunterschiede. Als grundsätzliche Lösung strebte die Bundesregierung jedoch eine EU-weite Harmonisierung der Besteuerung von Dieselkraftstoff an.
Ab 2003 betrug die Mineralölsteuer 47,04 Cent/Liter, davon waren 15,34 Cent/Liter Ökosteuer. Landwirte erhalten eine Vergütung von 21,48 Cent/Liter. Agrardiesel wurde somit in Deutschland bis 2004 mit nur 25,56 Cent/Liter besteuert.
Seit dem Antragsjahr 2005 wurde bei der Vergütung ein sog. „Selbstbehalt“ von 350 € je Betrieb abgezogen. In Verbindung mit der zusätzlichen Bagatellgrenze von 50 € wurden daher Erstattungsansprüche bis 400 € nicht mehr ausgezahlt. Kleinere Betriebe mit einem Jahresverbrauch unter 1862 Liter erhielten somit keine Rückvergütung. Größere Betriebe konnten die Entlastung bis 2007 bis maximal 10.000 Liter je Betrieb beantragen. Darüber hinaus führen land- und forstwirtschaftliche Betriebe, die der Umsatzsteuerpauschalierung unterliegen, den gültigen Mehrwertsteuersatz für die volle Mineralölsteuer ab, während ihnen für die Rückvergütung keine Mehrwertsteuer erstattet wird.

#### Aussetzung des Selbstbehalts und der Obergrenzen beim Dieselkraftstoff 2008–2016
Mit Art. 1 des Gesetzes zur Änderung des Energiesteuergesetzes vom 17. Juli 2009 und nach vorheriger Genehmigung der EU-Kommission vom 13. Juli 2009 wurde der Selbstbehalt von 350 € und die Beschränkung des entlastungsfähigen Gasölverbrauchs auf 10.000 Liter pro Betrieb für die Antragsjahre 2008 (rückwirkend) und 2009 ausgesetzt (Einfügung § 67 Abs. 10 EnergieStG). Als Grund hierfür wurde ein „schwieriges konjunkturelles Umfeld“ angeführt. Vor allem aufgrund der Proteste von Milchbauern hat die Große Koalition die Steuererleichterungen für die deutschen Landwirte beschlossen. Durch diese Maßnahme sank die Steuerbelastung von 40ct auf 25,56ct bei normalem Dieselkraftstoff. Die Rückvergütung soll (insbesondere nach Einführung der Ökosteuer) die Wettbewerbsfähigkeit der deutschen Land- und Forstwirtschaft im Vergleich zu anderen EU-Mitgliedstaaten stärken.
Mit Art. 1 Nr. 21 des Gesetzes zur Änderung des Energiesteuer- und des Stromsteuergesetzes vom 1. März 2011 wurde nach § 57 Abs. 6 EnergieStG der Selbstbehalt und o. g. Beschränkung erneut aufgehoben. Die Aufhebung erfolgte vorbehaltlich der hierzu erforderlichen beihilferechtlichen Genehmigung durch die Europäische Kommission mit Wirkung vom 1. Januar 2010 in Kraft treten. Auf Antrag Deutschlands bei der EU, die eine Verlängerung der vorherigen Änderungen (Aussetzung Selbstbehalt, Obergrenze) vorlegte, genehmigte die EU-Kommission diese am 13. Juli 2011 erneut für das Antragsjahr 2010 (rückwirkend) und für die Jahre 2011 bis einschließlich 2013.
Auf Antrag Deutschlands genehmigte die EU-Kommission am 2. Mai 2013 erneut für die Antragsjahre 2014 bis einschließlich 2016 die Aussetzung des Selbstbehalts und der Obergrenze von 10.000 Litern.

#### Geplante Abschaffung der Agrardieselvergünstigungen 2023
Am 15. Dezember 2023 entschied der Rechnungsprüfungsausschuss des Deutschen Bundestages (ein Unterausschuss des Haushaltsausschusses, dessen 18 Mitglieder den Fraktionen der SPD (6), CDU/CSU (5), Grünen (3), FDP (2), AfD (2) angehören) einstimmig, dass das Bundesfinanzministerium aufgefordert werde, „einen Formulierungsvorschlag zur Änderung des Kraftfahrzeugsteuergesetzes zu unterbreiten, in dem die Steuerbefreiung für land- und forstwirtschaftliche Fahrzeuge zum nächstmöglichen Zeitpunkt aufgehoben wird. Gleichzeitig fordert der Ausschuss das Bundesministerium der Finanzen auf, gemeinsam mit dem Bundesministerium für Ernährung und Landwirtschaft zu prüfen, ob und wie ggf. ein geeignetes Förderprogramm zur Kompensation aufgebaut werden kann.“
Dieser Aufforderung kam die Bundesregierung teilweise nach, indem sie beschloss, die Agrardieselbeihilfe und die Kfz-Steuerbefreiung für landwirtschaftliche Fahrzeuge zu streichen, was erheblichen politischen und sozialen Widerstand entfachte. Diese Maßnahmen, die als Teil der Bemühungen zur Abschaffung klimaschädlicher Subventionen bezeichnet wurden, führten zu Konflikten innerhalb der Koalition und zu umfangreichen Bauernprotesten, zunächst in Berlin.
FDP-Fraktionschef Christian Dürr kündigte Widerspruch gegen die Streichungen an und betonte die finanzielle Belastung für die Landwirtschaft. Bundeslandwirtschaftsminister Cem Özdemir kritisierte die Pläne wegen der überproportionalen Belastung für die Landwirte. Gero Hocker, agrarpolitischer Sprecher der FDP-Bundestagsfraktion, berichtete von Diskussionen mit Finanzminister Christian Lindner über Alternativen, um die Belastung der Landwirte zu vermeiden.
Anlässlich einer Bauernkundgebung in Berlin am 18. Dezember 2023 kritisierte Bundesagrarminister Cem Özdemir die Streichung der Steuerentlastung für Agrardiesel.
Bei der Kundgebung, die unter dem Motto „Zu viel ist zu viel! Jetzt ist Schluss!“ stand, betonte Özdemir die Notwendigkeit von Verlässlichkeit und Fairness in der Agrarpolitik. Der Präsident des Deutschen Bauernverbandes Joachim Rukwied forderte eine grundlegende Neuausrichtung der Agrarpolitik und rief zu einer Solidarisierung mit anderen Berufsgruppen auf.
Die geplanten Kürzungen haben zu Spannungen geführt, da sie als Kampfansage gegen die Landwirtschaft angesehen werden. Die Bundesregierung steht vor der Herausforderung, ihre umweltpolitischen Ziele mit den Bedürfnissen der Landwirte zu vereinbaren, während die Landwirte intensivere Proteste androhen. Auch Transportunternehmer solidarisieren sich mit den Landwirten. Die Entscheidungen der Regierung werden als entscheidend für die Zukunft der Agrarpolitik und das Vertrauen in die politische Führung betrachtet.

## Österreich
Österreich führte im Juli 2022 mit der CO2-Steuer ein, dass diese für Agrardiesel erstattet wird. Seit Juni 2024 kommen rückwirkend ab Juli 2023 befristete Agrardieselvergütungen hinzu.

## Schweiz
In der Schweiz erfolgt bislang eine anteilige Steuerrückerstattung auf in der Landwirtschaft getätigte Mineralölsteuerzahlungen, jedoch arbeitet die Regierung auf eine Reform des bestehenden Systems hin.

## Internationaler Vergleich
Die Besteuerung von Diesel sowie die Rückvergütung wird in den einzelnen EU-Staaten sowie im Vereinigten Königreich Großbritannien und Nordirland unterschiedlich gehandhabt.
| Land         | Dieselsteuer    | Agrardieselsteuer |
| ------------ | --------------- | ----------------- |
| Deutschland  | 47,0 Cent/Liter | 25,6 Cent/Liter   |
| Frankreich   | 59,4 Cent/Liter | 18,2 Cent/Liter   |
| Polen        | 33,4 Cent/Liter | 33,4 Cent/Liter   |
| Italien      | 26,0 Cent/Liter | 13,6 Cent/Liter   |
| Spanien      | 37,9 Cent/Liter | 9,7 Cent/Liter    |
| Dänemark     | 44,3 Cent/Liter | 7,1 Cent/Liter    |
| Niederlande  | 51,6 Cent/Liter | 51,6 Cent/Liter   |
| Griechenland | 41,0 Cent/Liter | 41,0 Cent/Liter   |